# Bayon
O Bayon (em quemer:  ប្រាសាទបាយ័ន, Prasat Bayon ) é um templo budista khmer ricamente decorado em Angkor, no Camboja. Construído no final do século XII ou início do século XIII como o templo estatal do rei budista maaiana Jaiavarmã VII (em quemer:  ព្រះបាទជ័យវរ្ម័នទី ៧), o Bayon fica no centro da capital de Jaiavarmã, Angkor Thom (em quemer:  អង្គរធំ). Após a morte de Jaiavarmã, ela foi modificada e aumentada por reis budistas teravada posteriores de acordo com suas próprias preferências religiosas.[carece de fontes?]
A característica mais distintiva do Bayon é a multidão de rostos de pedra serenos e sorridentes nas muitas torres que se projetam do terraço superior e se agrupam em torno de seu pico central. O templo tem dois conjuntos de baixos-relevos, que apresentam uma combinação de cenas mitológicas, históricas e mundanas. O principal órgão do conservatório, a Equipe do Governo Japonês para a Salvaguarda de Angkor (a JSA) descreveu o templo como "a expressão mais marcante do estilo barroco" da arquitetura quemer, em contraste com o estilo clássico de Angkor Wat (em quemer:  ប្រាសាទអង្គរវត្ត)